# Campionato balcanico maschile di pallacanestro 1966
L'8º Campionato Balcanico Maschile di Pallacanestro, si è disputato a Sofia, in Bulgaria, tra il 20 e il 24 dicembre 1966.

## Risultati
|    | Nazionale  | G | V | P | PF  | PS  | Diff. |
| -- | ---------- | - | - | - | --- | --- | ----- |
| 1. | Jugoslavia | 4 | 4 | 0 | 289 | 262 | +27   |
| 2. | Romania    | 4 | 2 | 2 | 248 | 235 | +13   |
| 3. | Grecia     | 4 | 2 | 2 | 282 | 279 | +3    |
| 4. | Bulgaria   | 4 | 1 | 3 | 313 | 306 | +7    |
| 5. | Turchia    | 4 | 1 | 3 | 256 | 306 | -50   |

## Classifica finale
| -  | Paese      | Formazione |
| -- | ---------- | ---------- |
|    | Jugoslavia |            |
|    | Romania    |            |
|    | Grecia     |            |
| 4. | Bulgaria   |            |
| 5. | Turchia    |            |